# Лунненский сельсовет
Лу́нненский сельсовет — административная единица на территории Мостовского района Гродненской области Беларуси. Центр — агрогородок Лунно.

## История
Создан 12 октября 1940 года в составе Скидельского района Белостоцкой области БССР. Центр — рабочий посёлок Лунно. С 20 сентября 1944 в составе Гродненской области. 16 декабря 1955 года статус Лунно понижен до деревни. С 25 декабря 1962 года в составе Гродненского района, с 6 января 1965 года в Мостовском районе. В 2009 году деревня Лунно преобразована в агрогородок.
26 февраля 2013 года в состав сельсовета вошли 13 деревень и территория упразднённого Глядовичского сельсовета. 28 августа 2013 года из сельсовета исключены деревня Толстики (включена в состав Гудевичского сельсовета) и деревня Плодовая (включена в состав Дубненского сельсовета).

## Состав
Лунненский сельсовет включает 25 населённых пунктов:
- Богатыревичи — деревня.
- Глядовичи — агрогородок.
- Грушевка — деревня.
- Дубровляны — деревня.
- Жиличи — деревня.
- Загораны — деревня.
- Залески — деревня.
- Козейки — деревня.
- Каменчаны — деревня.
- Косилы — деревня.
- Кухари — деревня.
- Кучицы — деревня.
- Лунно — агрогородок.
- Мартиновцы — деревня.
- Машталеры — деревня.
- Мешетники — деревня.
- Миневичи — деревня.
- Новосёлки — деревня.
- Подбораны — деревня.
- Понижаны — деревня.
- Стрельцы — агрогородок.
- Улазы — деревня.
- Хомичи — деревня.
- Щербовичи — деревня.
- Щечицы — деревня.

## Образование
ГУО «Лунненская средняя школа», ГУО «Лунненский детский сад», ГУО «Глядовичский детский сад».

## Здравоохранение
Лунненская амбулатория врача общей практики УЗ «Мостовская ЦРБ», аптека в агрогородке Лунно, Глядовичский фельдшерско-акушерский пункт, Стрелецкий фельдшерско-акушерские пункт,

## Культура
Филиал «Лунненский центр досуга и культуры» ГУ Мостовский районный центр культуры", филиал «Лунненская сельская библиотека» ГУК «Мостовская районная библиотека», сельский клуб «Стрельцы» ГУ «Мостовский районный центр культуры», филиал «Стрелецкая сельская библиотека» ГУК «Мостовская районная библиотека», сельский клуб «Глядовичи» ГУ «Мостовский районный центр культуры», филиал «Глядовичская сельская библиотека» ГУК «Мостовская сельская библиотека», филиал Лунно ГУО «Мостовская детская школа искусств».

## Почтовая связь
Имеются отделения почтовой связи в аг. Лунно, аг. Стрельцы, аг. Глядовичи.

## Предприятия
ОАО «Черлена» и Лунненское лесничество.

## Культовые здания
- Храм Покрова Святой богородицы в д. Понижаны
- Костёл Святой Анны в аг. Лунно (1782 год)
- Храм Рождества Иоанна Предтечи в аг. Лунно (1889 год)

## Памятные места
На территории сельсовета находятся 6 воинских захоронений, 13 форм увековечения.